# Дарі
Дарі́ або східнопе́рська мо́ва (دری Darī, [dæˈɾi]) — один із літературних стандартів перської мови (іншими є таджицька та фарсі), офіційна мова Афганістану. До 1936 року дарі була єдиною офіційною мовою країни, після чого цей статус отримала також пушту.
Дарі, фарсі (перська) і таджицька загалом є взаємозрозумілими (за винятком тих слів, що потрапили в таджицьку з російської, а також певної кількості відмінних слів).
За словами іранського лінгвіста Зани Вахідіан, причина, чому дарі використовується як мова, яку майже всі в Афганістані розуміють і розмовляють, полягає в тому, що Афганістан переніс свою столицю з Кандагара до Кабула у 18 столітті.
До 1964 року щодо мови дарі найчастіше вживали два терміни: фарсі (в Афганістані) та фарсі-кабулі (в Європі). 1964 року було офіційно введено термін «дарі», що, імовірно, походить від назви класичної персько-таджицької мови — parsī-yi darī («придворна перська»). Його відродженням наголошено на прямому зв'язку між сучасною мовою дарі та класичною перською мовою X—XVI ст.
Належить до південно-західної групи іранських мов, поширена головно в центральних, північних та західних провінціях Афганістану. В основі літературної мови лежить кабульський діалект (кабулі). Поза тим виділяють дві групи діалектів:
- говірки районів Герата, Лоґара, Ґардеза та Газараджата, що є близькими до діалектів північно-східного Ірану;
- говірки Бадахшану, Панджшеру, Кугістану та Кабула, що мають чимало спільних рис із південними діалектами таджицької мови.

В лексиці найбільше запозичень із арабської мови та пушту. Остання вплинула також на фонетику дарі.
Дарі — мова номінативного строю, флективно-аналітичного типу з елементами аглютинації. Флективна словозміна характерна для дієслова, де особові закінчення виражають значення числа й особи. Граматичної категорії роду нема, категорія істоти/неістоти морфологічно не виражена.
Письмо дарі створено на основі арабської графіки з використанням 4-ох додаткових символів для звуків /р/ (پ), /č/ (چ), /ž/ (ژ), /g/ (گ), яких немає в арабській мові.